# عبد العزيز الشلاحي
عبد العزيز الشلاحي مخرج سعودي، حاصل على جائزة أفضل مخرج في مهرجان الأفلام السعودية عام 2016م وعلى جوائز أخرى، وله العديد من الأعمال والأفلام السينمائية التي شاركت في مهرجانات الأفلام في المملكة العربية السعودية وفي الخليج وفي كافة أنحاء العالم. واستطاعت أفلامه حصد العديد من الجوائز، ومن أبرز أفلامه: عطوى (2015)، وكمان (2016)، والمغادرون (2017)، والمسافة صفر (2019). وله أيضاً العديد من الأعمال التلفزيونية أبرزها: برنامج «يا تلفزيوني» الذي عُرض على القناة السعودية. ومسلسل «خيوط المعازيب».

## أعماله

### الأفلام
1. «مشوار» فيلم 2012.[9]
2. «عطوى» فيلم 2015: قصة عبد العزيز الشلاحي وسيناريو عادل ساري، وبطولة الفنان خالد صقر ومشاركة الفنان علي المدفع.[10] وحاز الشلاحي بهذا الفيلم على جائزة أفضل مخرج في مهرجان الأفلام السعودية.[4]
3. «كمان) فيلم 2016: وحاز الفيلم على النخلة الذهبية في مهرجان الأفلام السعودية.[11]
4. «المغادرون» فيلم 2017: سيناريو وحوار مفرج المجفل، وبطولة الفنان محمد القس والفنان خالد صقر، وفاز الفيلم بالجائزة الكبرى لمسابقة أفلام السعودية في نسختها الرابعة.[12] كما حصل الفيلم على جائزة أفضل ملصق، وحصل بطله محمد القس على جائزة أفضل ممثل.
5. «المسافة صفر» فيلم 2019: سيناريو وحوار مفرج المجفل وبطولة خالد صقر، وإبراهيم الحساوي، ويعقوب فرحان. وفاز الفيلم بجائزة النخلة الذهبية لأفضل فيلم روائي في مهرجان الأفلام السعودية في دورة الخامسة.[13]
6. «حد الطار» فيلم 2020: سيناريو وحوار مفرج المجفل، وبطولة فيصل الدوخي، وأضوى فهد، وعلي إبراهيم، وسامر الخال، وإبراهيم ميسيسبي، وراوية أحمد، وعجيبة الدوسري.[14] وفاز الفيلم بجائزة لجنة التحكيم الخاصة «صلاح أبو سيف» في مهرجان القاهرة السينمائي الدولي 2020، كما فاز بطل الفيلم فيصل الدوخي بجائزة أفضل ممثل عن دوره في الفيلم.[15] في 7 يوليو 2021م، فاز الفيلم بجائزة النخلة الذهبية لأفضل فيلم روائي طويل في مهرجان أفلام السعودية في دورته السابعة،[16] وجائزة جبل طويق لأفضل فيلم عن مدينة سعودية (مدينة الرياض) وذلك ضمن جوائز المهرجان الخاصة.[16]
7. «هوبال» فيلم 2024: كتابة وسيناريو مفرج المجفل، وبطولة: إبراهيم الحساوي، ومشعل المطيري، وميلا الزهراني.[17]

### المسلسلات والأعمال التلفزيونية
1. «يا تلفزيوني» برنامج مسابقات رمضاني 2017: قدمه الفنان خالد صقر[18]، وعرض على القناة السعودية الأولى وحقق نسبة مشاهدات عالية.[19]
2. «بدون فلتر» مسلسل 2018 [بالمشاركة مع مخرجين آخرين]،[20] وعُرض على القناة السعودية الأولى.[21]
3. «يا تلفزيوني2» 2019.[22][23]
4. «ممنوع التجول» 2021. أخرج الشلاحي عدداً من حلقات المسلسل.[24]
5. «خيوط المعازيب» 2024.[25]

### أعمال أخرى
1. «روح العالم» فيديو كليب إنساني خيري 2012: كتابة مسفر الدوسري.[26]
2. «#بكة» فيلم قصير 2017.[27]

## المشاركات والعضويات
- اختير عضواً في لجنة مسابقة مهرجان البحر الأحمر السينمائي للأفلام الطويلة عام 2021.[28]
- اختير عضواً في لجنة تحكيم «جائزة وعي» (الأفلام القصيرة).[29]

## الجوائز والتكريمات
1. جائزة أفضل مخرج في مهرجان الأفلام السعودية بالدمام 2016.[4]
2. جائزة أفضل مخرج في مهرجان الشباب للأفلام بجدة 2016.[30]
3. جائزة أفضل مخرج في مسابقة الأفلام القصيرة في دورته الأولى في الرياض 2016.[31]
4. تكريم من أعضاء لجنة المسرح والأفلام القصيرة بالجمعية العربية السعودية للثقافة والفنون بالقصيم 2017، وذلك لإنجازاته في مجال الأفلام القصيرة وتقديم ورشة (صناعة الفلم).
5. تكريم من المشرف العام على الشؤون الثقافية والإعلامية في وزارة الثقافة والإعلام الدكتور ناصر الحجيلان في ختام الدورة الثانية من مسابقة الأفلام القصيرة 2018.[32][33]
6. جائزة أفضل مخرج في مهرجان مالمو السويدي للسينما العربية في 11 أبريل 2021 عن إخراجه لفيلم حد الطار.[34]
7. حصل على جائزة «أفضل مخرج» في الدورة السادسة عشرة من مهرجان الخليج للإذاعة والتلفزيون في مملكة البحرين عام 2024م، وذلك عن مسلسل «خيوط المعازيب» الذي أخرجه بالاشتراك مع مناف عبدال.[35]